# ジャンガダ
『ジャンガダ』(La Jangada) はジュール・ヴェルヌの冒険小説。別名として「アマゾンの800リュー」、「大筏」とも呼ばれる
。ジャンガダとはポルトガル語でブラジル北東部をはじめとする南アメリカで使用される木製のいかだを指す。
本作品は1881年1月から12月まで教育娯楽雑誌に連載され、年内に驚異の旅シリーズとして出版された。

## ストーリー
1852年、ペルーのイキトスでファゼンダを所有するファゼンデイロ（農場主）のジョアン・ガラルは48歳。妻のヤキータとの間に息子のマヌエルがおり、先代のファゼンデイロの子供である21歳のベニートと17歳のミーニャと暮らしている。
このたび、ミーニャがマヌエルと結婚することとなり、ベレンへの婚前旅行で、教会を含む集落全体が収まる巨大なジャンガダでアマゾン川を800リュー下ることとなった。
しかし、ジョアンはダイヤモンド強奪の容疑でブラジル政府から指名手配されており、濡れ衣を晴らそうとしたものの、逮捕され死刑を宣告される。
傭兵としてジャンガダに同乗していた奴隷ハンターのトーレスは、ジョアンの無実を証明する絶対的な証拠を握っており、それを提供する代わりに、ミーニャに自分の妻になるよう強要する。刻々とジョアンの刑の執行が迫るなか、彼の家族たちは証拠物件を手に入れなければならない。

## 解説

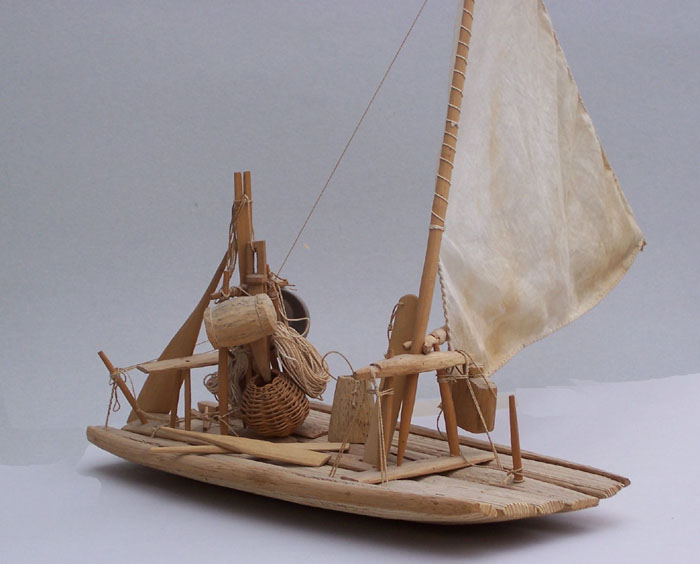
ブラジルの伝統的なジャンガダ

この物語はほぼジャンガダ (木造船)の上で進行し、河岸の美しい風景と地理学的、生物学的トピック、水上の冒険とともに展開する。
動く住居のテーマは、ヴェルヌ作品の「気球に乗って五週間」、「月世界旅行」、「海底二万里」、「蒸気の家」、「征服者ロビュール」、「世界の支配者」などで見られるところで、救済のテーマも「アドリア海の復讐」、「リヴォニアでの惨劇」などで採り上げられている。また、作中では暗号が使われており、スリラーや推理小説の要素が含まれている。

## 主な登場人物
- ジョアン・ガラル - ファゼンデイロ
- ヤキータ - ジョアンの妻
- マヌエル - ジョアンの息子、ミーニャの婚約者
- ベニート - 先代のファゼンデイロの息子
- ミーニャ - 先代のファゼンデイロの娘
- フラゴソ - 理髪師
- トーレス - 奴隷ハンター
- アラージョ - ジャンガダの操舵手

## 日本語訳
- 安東次男訳『ジャンガダ』集英社 1969年
- 安東次男訳『ジャンガダ』文遊社 2013年 原書の挿絵を収録

## 映画
本作品は1993年にペルー出身の映画監督、ルイス・ロッサにより Eight Hundred Leagues Down the Amazon （邦題：アマゾン）という題で映画化され、アメリカで公開された。